# Börstjärnen
Börstjärnen är en sjö i Torsby kommun i Värmland och ingår i Göta älvs huvudavrinningsområde. Sjön är 18,5 meter djup, har en yta på 0,109 kvadratkilometer och är belägen 390,1 meter över havet. Sjön avvattnas av vattendraget Vaggeälven (Kivilampälven).

## Delavrinningsområde
Börstjärnen ingår i det delavrinningsområde (667443-132108) som SMHI kallar för Inloppet i Hötjärn. Medelhöjden är 412 meter över havet och ytan är 18,23 kvadratkilometer. Det finns inga avrinningsområden uppströms utan avrinningsområdet är högsta punkten. Vaggeälven (Kivilampälven) som avvattnar avrinningsområdet har biflödesordning 3, vilket innebär att vattnet flödar genom totalt 3 vattendrag innan det når havet efter 370 kilometer. Avrinningsområdet består mestadels av skog (75 procent) och sankmarker (19 procent). Avrinningsområdet har 0,16 kvadratkilometer vattenytor vilket ger det en sjöprocent på 0,9 procent.